# Madum Sø
Madum Sø este o arie protejată (arie de protecție specială avifaunistică — SPA) din Danemarca întinsă pe o suprafață de 254 ha, integral pe uscat.

## Localizare
Centrul sitului Madum Sø este situat la coordonatele 56°48′07″N 9°56′05″E / 56.801944°N 9.934722°E.

## Înființare
Situl Madum Sø a fost declarat arie de protecție specială avifaunistică în mai 1983 pentru a proteja 3 specii de animale.

## Biodiversitate
Situată în ecoregiunea continentală, aria protejată nu include niciun habitat protejat.
La baza desemnării sitului se află mai multe specii protejate de  păsări (3): pescăruș albastru (Alcedo atthis), Bucephala clangula, ciocănitoare neagră (Dryocopus martius).